# Tasikmalaya
Tasikmalaya är en stad på västra Java i Indonesien. Den ligger i provinsen Jawa Barat och har cirka 660 000 invånare.

## Naturkatastrofer
- Den 5 april 1982 fick vulkanen Gunung Galunggung, som ligger 24 kilometer från staden, ett utbrott.
- Den 2 september 2009 drabbades regionen av en jordbävning med magnituten 7,0, vilket ledde till omfattande materiella skador och även ett flertal döda. Epicentrum låg cirka 115 kilometer sydväst om Tasikmalaya.[2]

## Kända personer från orten
- Eka Kurniawan, författare